# National Rail
National Rail ist ein unternehmensübergreifender Markenname der in der Rail Delivery Group vertretenen britischen Eisenbahngesellschaften. Der Markenname und die Verwertungsgesellschaft sind im gemeinsamen Besitz dieser Gesellschaften, die nach der Privatisierung der Staatsbahn British Rail entstanden sind. Der Begriff wird üblicherweise verwendet, um sich von jenen Bahnangeboten abzuheben, die ihren Ursprung nicht bei British Rail haben. Diese Unterscheidung ist wichtig, da die Mitgliedsgesellschaften von National Rail ein gemeinsames Tarifsystem besitzen und ihre Fahrscheine untereinander anerkennen (deren Gültigkeit erstreckt sich normalerweise zwar nicht auf die Angebote von Nichtmitgliedern, vereinzelt werden aber auch auf den eigentlich nicht durch das Angebot abgedeckten Strecken geltende, durchgehende Tickets angeboten).

## Unterschied zwischen National Rail und Network Rail
Der Begriff National Rail ist nicht zu verwechseln mit dem Begriff Network Rail. National Rail ist ein Markenname für die Bezeichnung der Gesamtheit aller Personenverkehrsangebote der meisten Bahngesellschaften. Network Rail hingegen ist als Infrastrukturbetreiber eine juristische Person, welche die festen Anlagen auf dem britischen Eisenbahnnetz besitzt.
Die Netze von National Rail und Network Rail sind in geographischer Hinsicht sehr ähnlich, jedoch nicht ganz deckungsgleich. Auf den meisten Strecken von Network Rail gibt es Güterverkehr, auf einigen gibt es ausschließlich Güterverkehr. Einige Strecken werden nicht durch das Angebot von National Rail abgedeckt, dazu zählen insbesondere der High Speed 1, der Heathrow Express, die Tyne and Wear Metro und die London Underground. Umgekehrt wiederum gibt es Angebote von National Rail, die nicht auf dem Streckennetz von Network Rail verkehren (z. B. die East London Line von London Overground).

## Bahngesellschaften

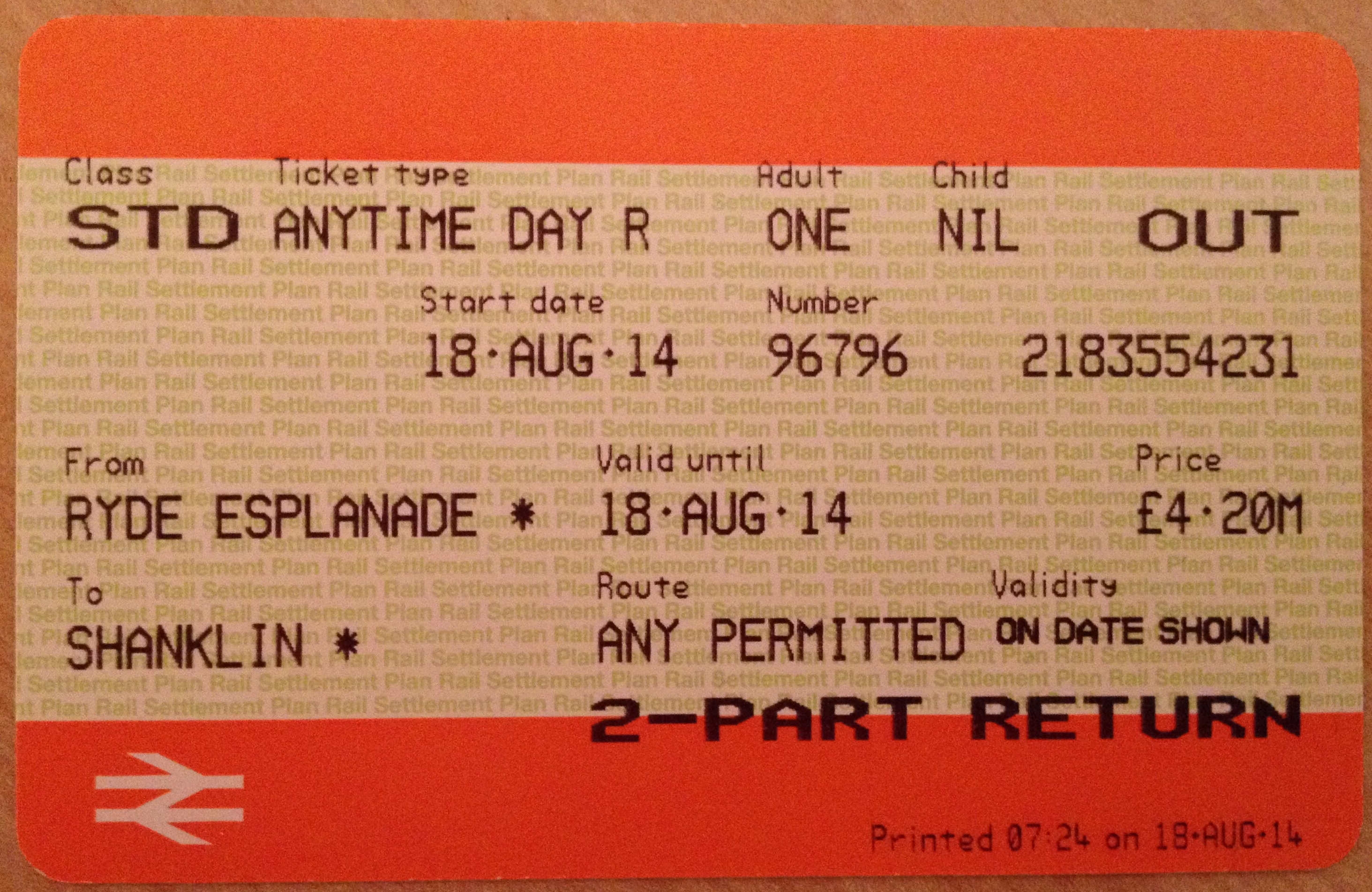
Fahrschein für die Hinfahrt von Ryde nach Shanklin, gut zu erkennen das alte British-Rail-Logo unten links. Für die bei einem Rückfahrschein eingeschlossene Rückfahrt wird in der Regel ein zweiter Fahrschein ausgegeben.

Siehe auch: Liste von Eisenbahngesellschaften im Vereinigten Königreich
Züge mit Personenverkehr auf dem Streckennetz von National Rail werden durch 25 privatwirtschaftlich organisierte Bahngesellschaften betrieben. Die Rail Delivery Group vertritt die gemeinsamen Interessen der Bahngesellschaften und führt einige zentralisierte Funktionen aus, wie z. B. die Herausgabe eines landesweiten Fahrplans. National Rail verwendet als Erkennungszeichen auf Gebäuden sowie Dokumenten wie Fahrkarten das alte Doppelpfeil-Logo von British Rail weiter.

## Andere Bahndienstleistungsanbieter
Der Betrieb von British Rail erstreckte sich nie auf Nordirland. Dieser Landesteil besitzt eine eigene Bahngesellschaft, die Northern Ireland Railways (NIR). Als Konsequenz davon gehört NIR nicht zum Verbund von National Rail.
Mehrere britische Städte besitzen eigene U-Bahnen, Stadtbahnen oder Straßenbahnen, die ebenfalls nicht zum Netz von National Rail gehören. Dies sind Docklands Light Railway, Glasgow Subway, London Underground, Manchester Metrolink, Midland Metro, Nottingham Express Transit, Sheffield Supertram, Tramlink und Tyne and Wear Metro.
Ebenfalls gehören Eurostar und Heathrow Express, der schnelle Zubringer zum Flughafen London-Heathrow, nicht zum Verbund von National Rail. Darüber hinaus gibt es eine große Anzahl privat betriebener Bahnen oder Museumsbahnen, deren Tarifsysteme ebenfalls unabhängig sind.

## Fahrscheine und Tarifsystem
Die Mitglieder von National Rail verwenden ein einheitliches Tarifsystem, das von British Rail übernommen wurde. Fahrscheine sind zwischen allen Bahnhöfen auf dem Netz von Network Rail erhältlich und können an jedem beliebigen Bahnhof gekauft werden. Die Fahrscheine sind im Allgemeinen bei allen Bahngesellschaften gültig, die auf der gewählten Strecke verkehren. Abweichungen von dieser Regel sind auf dem Fahrschein unter dem Feld „Route“ vermerkt. Statt „ANY PERMITTED“ wird dann etwa „NXEA TRAINS ONLY“ oder „GRAND CTRL ONLY“ vermerkt.
Dies ist etwa der Fall auf der Strecke zwischen London und dem Flughafen London-Gatwick. Hier geben seit März 2006 drei verschiedene Gesellschaften (First Capital Connect, Southern, Gatwick Express) Fahrscheine heraus, die jeweils nur in ihren eigenen Zügen gültig sind (es gibt jedoch eine Variante, die für alle drei Gesellschaften gilt). Auch für Strecken, auf denen Open-Access-TOCs verkehren (etwa Grand Central Trains), können vergünstigte TOC-gebundene Fahrscheine gekauft werden.
Da die Bahnunternehmen den Kunden gegenüber einheitlich auftreten, erfolgt die Ausschüttung der Erlöse über die Rail Delivery Group. Sitzplatzreservierungen sind im Allgemeinen kostenfrei.
Zurzeit wird die sogenannte Integrated Transport Smartcard Organisation (ITSO)-Smartcard eingeführt, mit der im Eisenbahnverkehr bargeldlos bezahlt werden kann. Im Großraum London kann im National Rail-Netz die Oyster Card bereits jetzt sowohl als Zeitkarte (Travelcard) als auch als Einzelfahrschein (Pay As You Go) genutzt werden. Lesegeräte dafür sind an jedem Bahnhof in den Londoner Tarifzonen 1–9 installiert. Dies gilt jedoch nur für den Nahverkehr; Strecken des Fernverkehrs auch innerhalb Londons, wie von Southeastern auf der High Speed 1 zwischen St. Pancras International und Stratford International, unterliegen einem gesonderten Tarif.